# Barbara Frittoli
Barbara Frittoli (Milán, 19 de abril de 1967) es una soprano italiana. 

## Biografía
Comenzó a estudiar piano a los 9 años en el conservatorio de Milán, con la intención de convertirse en pianista profesional. Pocos años después, por consejo de sus profesores, se pasa al canto, comenzando como contralto, hasta pasarse a la cuerda de soprano.
Debuta como soprano en 1989 en el Teatro Comunale de Florencia como Inés en Il trovatore, en una producción dirigida por Zubin Mehta y protagonizada por Luciano Pavarotti.
En los primeros años 1990 se convierte en una intérprete mozartina referencial, obteniendo grandes éxitos de público y crítica en diveroso teatros y festivales.
Debuta en la Wiener Staatsoper en 1993 como Mimì en La Boheme de Puccini, y regresa a este mismo teatro a cantar numerosos roles mozartinos y verdianos.
Debuta en el Metropolitan Opera House en 1995 como Micaela en la Carmen de Bizet, y en este mismo teatro cantará otras óperas de Verdi, Puccini y Mozart.
Está casada con el bajo barítono Natale de Carolis.

## Repertorio
- Georges Bizet: Carmen
- Piotr Ilich Chaikovski: Evgenij Onegin
- Francesco Cilea: Adriana Lecouvreur
- Charles Gounod: Faust
- Jacques Offenbach: Los cuentos de Hoffmann
- Ruggero Leoncavallo: Pagliacci
- Wolfgang Amadeus Mozart: Le nozze di Figaro, Così fan tutte, Don Giovanni, La clemenza di Tito, Mitridate Re di Ponto, Idomeneo
- Giacomo Puccini: La bohème, Turandot, Suor Angelica
- Gioachino Rossini: Mosè in Egitto
- Giuseppe Verdi: Otello, Falstaff, Simon Boccanegra, Luisa Miller, Il trovatore, Don Carlo, Il corsaro, I due Foscari

## Discografía
- Stabat Mater (Emi, 1996), de Pergolesi  (dir. Riccardo Muti), con Anna Caterina Antonacci.
- La bohème (Philips, 1999), de Giacomo Puccini (dir. Zubin Mehta), con Andrea Bocelli.
- Pagliacci (Decca, 1999), de Ruggero Leoncavallo  (dir. Riccardo Chailly), con José Cura.
- Il trovatore, (Sony, 2001), de Giuseppe Verdi (dir. Riccardo Muti), con Salvatore Licitra, Leo Nucci.

- Datos: Q448972